# Curt Masreliez
Kurt Jean Louis Edvard Masreliez (født 19. juli 1919, død 21. juni 1979), bedre kendt som Curt Masreliez, var en svensk skuespiller, der medvirkede i mere end 50 film og tv-serier mellem 1939 og 1973.

## Liv og karriere
Curt Masreliez var søn af direktør Jean Louis Masreliez (1880-?) og hans hustru Edit Maria Johannesdotter (1898-?). Han tilhørte en prominent familie fra Frankrig, der emigrerede til Sverige i løbet af 1700-tallet.
Masreliez læste til teater og bestod sine studier i 1938. Han var derefter tilknyttet mange forskellige teatre, herunder Helsingborgs stadsteater, Vasateatern og Malmö stadsteater. Udover teatret optrådte Masreliez også i film og tv-serier. Mod slutningen af sit liv blev han freelancer og fik blandt andet også job som talepædagog. Han stoppede filmkarrieren i begyndelsen af 1970'erne.
Curt Masreliez ligger begravet på Norra Begravningsplatsen i Solna kommun.

## Udvalgt filmografi
- Kun en husassistent (1939, ukrediteret)
- Melodien fra den gamle by  (1939, ukrediteret)
- Det tossede hotel (1940, ukrediteret)
- Sveriges Robin Hood (1941, ukrediteret)
- Kriminalsagen Ingegerd Bremssen (1942, ukrediteret)
- Kardinalens Kurer: Historien om en Lykkeridder (1942, ukrediteret)
- Anna Lans (1943, ukrediteret)
- I dag bli'r min mand gift (1943)
- Tænk kun på de lykkelige timer (1944)
- Ørneunger (1944)
- Fortiden hævner (1944)
- Vår Herre tar semester (1947)
- Forbrydelse i sol (1947)
- Skørtejægerens skræk (1948)
- Forårslængsel (1954, ukrediteret)
- Kvinden i leopard (1958)
- Tyvernes glade dage (1958, ukrediteret)
- Jaget i København (1961)
- Emil og grisebassen (1973)
- Pappas pojkar (tv-serie, 1973)